# تششمة كره (مقاطعة دلفان)
تششمة كره (بالفارسية: چشمه کره) هي قرية تقع في قسم ايتيوند الجنوبي الريفي (مقاطعة دلفان) في إيران.